# Benedetto Colonna Barberini di Sciarra

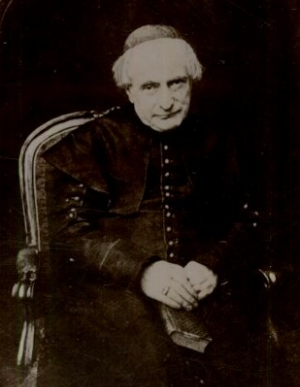
Benedetto Kardinal Barberini (Photo um 1860)

Benedetto Colonna Barberini di Sciarra, auch Benedetto Barberini, (* 22. Oktober 1788 in Rom; † 10. April 1863 ebenda) war ein italienischer Kardinal.

## Leben
Barberini wurde als jüngstes von zehn Kindern von Carlo Maria Barberini, Herzog von Montelibretti und Prinz von Palestrina, und Gräfin Giustina Borromeo Arese geboren. Er war Großneffe von Girolamo Colonna di Sciarra und Prospero Colonna di Sciarra sowie Großonkel mütterlicherseits von Kardinal Giovanni Battista Casali del Drago.
Barberini trat in die römische Prälatur ein und wurde am 17. Januar 1820 zum Hausprälaten Seiner Heiligkeit ernannt. Am 12. Februar 1820 war er Apostolischen Protonotar non participantium und Relator an einer Kongregration. Am 5. März 1822 wurde er Sekretär der Kongregation für die Bischöfe und die Religiosen. Am 10. März wurde er Präfekt des päpstlichen Haushalts.
Am 2. Oktober 1826 wurde er von Papst Leo XII. zum Kardinal in pectore ernannt. Im Konsistorium vom 15. Dezember 1828 wurde sein Name veröffentlicht, den Kardinalshut erhielt er am 18. Dezember des Jahres. Am 21. Mai 1829 wurde ihm die Titelkirche Santa Maria sopra Minerva zugewiesen. Kardinal Barberini nahm am Konklave 1829 teil, welches Papst Pius VIII. wählte, und am Konklave 1830–1831, aus welchem Gregor XVI. als Pontifex maximus hervorging. Am 2. Juli 1832 wechselte Barberini auf die Titelkirche Santa Maria in Trastevere. Am 28. November 1834 ernannte ihn der Papst zum Präfekten der Kongregation für die Kirchliche Immunität ernannt. Am 28. April 1844 wurde er Erzpriester der Lateranbasilika. Er nahm am Konklave 1846 teil, das Papst Pius IX. wählte. Am 16. Juni 1856 wurde er Kardinalprotopriester sowie Kardinalpriester von San Lorenzo in Lucina und behielt in commendam Santa Maria in Trastevere bei. 1856 und 1857 war er Kämmerer des Heiligen Kardinalskollegiums. Am 5. Februar 1862 wurde er Sekretär der Apostolischen Breven und Großkanzler für die Päpstlichen Ritterorden.
Er wurde in seiner Titelkirche San Lorenzo in Lucina aufgebahrt und unter Beteiligung von Papst Pius IX. in der Familienkapelle in Sant’Andrea della Valle Rom beigesetzt. Er war der letzte lebende Kardinal, den noch Papst Leo XII. kreiert hatte.